# Baia di Anapka
La baia di Anapka (in russo Анапка залив?) è un'insenatura interna al golfo Karaginskij, sulla costa nord-orientale della penisola della Kamčatka, e si affaccia sul mare di Bering. Si trova nell'Oljutorskij rajon del Territorio della Kamčatka, nell'Estremo oriente russo. 

## Geografia
La baia, che si apre verso sud, è compresa tra la penisola Il'pinskij (полуостров Ильпинский), a est, che la separa dal golfo di Korf, e la stretta penisola Il'pyr (полуостров Ильпыр), a ovest, che la separa dal golfo di Uala. La baia si protende nel continente per 31 km ed è larga, all'ingresso, 35 km; la profondità dell'acqua raggiunge i 26 m. La costa est è ripida, alta fino a 29 m; quella occidentale e settentrionale è bassa e paludosa.
La penisola Il'pyr è collegata al continente da una lunga striscia di terra sulla quale si trova l'insediamento di Il'pyrskoe. 